# Distrito electoral de East Muddy (condado de Richardson, Nebraska)
East Muddy (en inglés: East Muddy Precinct) es un distrito electoral ubicado en el condado de Richardson en el estado estadounidense de Nebraska. En el Censo de 2010 tenía una población de 221 habitantes y una densidad poblacional de 4,72 personas por km².

## Geografía
East Muddy se encuentra ubicado en las coordenadas 40°13′12″N 95°42′9″O / 40.22000, -95.70250. Según la Oficina del Censo de los Estados Unidos, East Muddy tiene una superficie total de 46.8 km², de la cual 46.73 km² corresponden a tierra firme y (0.15%) 0.07 km² es agua.

## Demografía
Según el censo de 2010, había 221 personas residiendo en East Muddy. La densidad de población era de 4,72 hab./km². De los 221 habitantes, East Muddy estaba compuesto por el 97.74% blancos, el 0.45% eran de otras razas y el 1.81% pertenecían a dos o más razas. Del total de la población el 1.81% eran hispanos o latinos de cualquier raza.